# Víctor Cortezo
Víctor María Cortezo Martínez-Junquera, conocido también como Vitín Cortezo (Madrid, 10 de junio de 1908 - íd., 2 de marzo de 1978) fue un pintor, ilustrador, diseñador de vestuario y escenógrafo español.

## Biografía
Fue el primer hijo varón de María Martínez-Junquera y Suit (1887-1973), perteneciente a una familia de terratenientes bastante adinerada, y de Víctor María Cortezo y Collantes (1880-1964), académico de número de la Real Academia Nacional de Medicina, Jefe Clínico del Hospital General, Medalla de Oro de la Cruz Roja y destacado luchador contra el tifus exantemático; su abuelo paterno fue un médico y político, el doctor Carlos Cortezo (1850-1933), Presidente de Honor de la RANM, fundador de la Sociedad Española de Higiene, director general de Sanidad, senador, ministro y Presidente del Consejo de Estado, con monumento en el Retiro, calle en Madrid, Gran Cruz y Collar de Carlos III y Toisón de Oro impuesto por el mismísimo Alfonso XIII. 
Se educó en el domicilio familiar con una institutriz francesa y cursó el Bachillerato en el Liceo Francés, donde solía suspender las asignaturas de dibujo. Nunca llevó a cabo estudios reglados de Bellas Artes en España, aunque sí en Alemania, años después; desde muy pronto, sin embargo, tuvo una enorme afición por el dibujo y el arte en general, siguiendo la obra de ilustradores tardomodernistas como José Zamora y los dibujantes de Vogue, Harper's Bazaar o 'Vanity Fair, que copiaba en sus ratos libres. En 1925 cogió algo del dinero paterno y se escapó a París para huir del destino que le reservaba su familia: la carrera de medicina, como en su ilustre rama paterna. Pasó años en el extranjero, pero su abuela logró dar con su paradero y se escribió con él hasta que logró que volviera. De nuevo en Madrid se matriculó en la Facultad de Derecho de la Universidad Central y se cambió a Filosofía y Letras en compañía de Luis López Escoriaza, amigo del Liceo Francés y como él artista incipiente; abandonó los estudios y cumplió en 1930 el servicio militar en el Cuerpo de Telégrafos de El Pardo como “soldado de cuota” (figura generalmente reservada para los niños bien, a la que se accedía pagando). Pese a todo huía de las guardias, se escapaba en los permisos y pasó buena parte del tiempo arrestado. Un año después recibió clases particulares del pintor e ilustrador modernista Manuel Bujados, colaborador de La Esfera y, aprovechando la ausencia de sus padres durante el verano, montó su primera exposición de pintura conjunta con López Escoriaza en la sala de El Heraldo de Madrid (1931), donde conoció a Federico García Lorca, Adolfo Salazar, a su gran protector Luis Escobar y al diplomático chileno Carlos Morla Lynch, en cuya tertulia fue admitido y donde amistó además con el escritor Agustín de Figueroa. Viajó después otra vez a lo largo de toda Europa y norte de África (Francia, Holanda, Italia, Alemania, Inglaterra, Argelia y Marruecos), conociendo desde el surrealismo francés hasta el expresionismo alemán y a las grandes figuras culturales de la época, en especial a su amigo y protector Bob Gesinus, discípulo de Kokoschka, a Jean Cocteau, Nicolás Evreinov, la pintora futurista y figurinista Natalia Gontscharowa, Isabel Dato, André Breton, Jules Supervielle, Jeanne “Mistinguett” Bourgeois... Hizo una amistad particular también con Paul Colin, un conocido escenógrafo, figurinista, dibujante, cartelista y diseñador. En 1932 consiguió exponer sus obras en la librería “Les nourritures terrestres”, en el boulevard Montparnasse; decoró un hotel en Florencia y otro en la Selva Negra.
Entre 1933 y 1934 estuvo por Alemania ejerciendo de pintor, diseñador y decorador de locales comerciales y viviendas privadas gracias al tutelaje del citado Bob Gésinus-Visser, discípulo de Oskar Kokoschka, al que había conocido en París, y recibió lecciones de arte y decoración en la Escuela de Bellas Artes de Düsseldorf; también frecuentó el entorno bohemio y vanguardista de Johanna “Mutter” Ey (galerista y protectora de Max Ernst y Otto Dix, entre otros), junto a pintores como Robert Pudlich o Hein Heckroth y escritores como Gerhart Hauptmann o los hermanos Erika y Klaus Mann; la relación con estos "artistas degenerados" para el régimen fascista lo que le valió durante una estancia en Roma una veintena de días de prisión en la Carcere di Regina Coeli, sobre todo por su amistad con los antifascistas y homosexuales hermanos Mann. Montó otra exposición de su obra en la Galería Vollant de Düsseldorf y recorrió buena parte del Sur de Europa y Norte de África; en 1933 visitó Tetuán (protectorado español de Marruecos) y Tánger con Gésinus-Visser y su esposa Lilly y recorrió Madrid y Toledo con la familia de Paul Colin. Por último estuvo en la finca familiar de Matillas (Guadalajara) e interrumpió su periplo para instalarse un tiempo en Mallorca con su antiguo amigo Luis López Escoriaza. Su abuela y su hermana mayor aprovecharon la ocasión para convencerle de que se reconciliara con su padre y volviera a España. Regresó a España entre 1935 y 1936 y vivió de forma independiente en un estudio de la plaza Tirso de Molina, donde pintó principalmente biombos; en marzo de 1936 pudo organizar una exitosa exposición en el desaparecido Museo de Arte Moderno, dirigido entonces por Juan de la Encina, cerca de la Biblioteca Nacional de Madrid; por entonces conoció a Luis Cernuda en la imprenta de Manuel Altolaguirre al imprimir allí Cortezo un pequeño libro con sus poesías, El tímido; Cernuda le dedicó un poema ya en el exilio: "Amigos: Víctor Cortezo", el número 31 de Desolación de la Quimera. Trabajó en los figurines para el estreno de Así que pasen cinco años (1931) de Federico García Lorca, pero el estallido de la Guerra Civil puso fin a este proyecto. La guerra lo sorprendió en Málaga, donde pintó carteles contra Queipo del Llano, y cuando esta cayó en manos rebeldes, se unió al fotógrafo Walter Reuter y a varios estudiantes de la antifascista FUE en una huida desesperada que lo condujo a Valencia, donde se reencontró con Luis Cernuda; allí se hospedó primero en casa del poeta Emilio Prados y luego en un hotelucho y conoció a Juan Gil-Albert, que editaba la revista Hora de España.
Se resarció, sin embargo, realizando la escenografía de la Mariana Pineda de Lorca que dirigió Manuel Altolaguirre para el II Congreso de Intelectuales y Escritores Antifascistas (Valencia, 1937), desempeñando además uno de los papeles junto a Luis Cernuda; fue el comienzo de su dilatadísima carrera de escenógrafo, en que llegó a participar en más de 170 montajes, de ellos 155 piezas de teatro, siendo el resto óperas, zarzuelas, revistas y bailes. Trabajó sobre todo con los directores de escena Luis Escobar y Huberto Pérez de la Ossa, en la década de los cuarenta, la más dura en el franquismo; Andrés Peláez comentó sobre él que “consiguió que no le encarcelaran ni fusilaran porque estuvo protegido por Escobar, monárquico, falangista y gran hombre de teatro, al que el régimen no tocaba”. Colaboró también con José Tamayo, José Luis Alonso, Miguel Narros, Cayetano Luca de Tena, Gustavo Pérez Puig, José Osuna y Ángel Fernández Montesinos, siendo el escenógrafo y figurinista que más veces ha colaborado en el Teatro María Guerrero y en el Teatro Español.
A principios de los cuarenta anduvo ingresado unos meses en una clínica psiquiátrica por una depresión e intento de suicidio; se recuperó, pero recaería muchos años más tarde, en sus últimos días. Víctor Cortezo fue muy admirado por el fotógrafo y diseñador británico Cecile Beaton y por el pintor y figurinista de origen ruso Erté, quien, al llegar a España para exponer en la sala Juana Mordó, lo primero que hizo fue preguntar por Cortezo, según Peláez: “Quiso tener un encuentro con él, pero Vitín contestó ‘que él a viejas damas no las recibía’, haciendo uso de su popular lengua vitriólica; a quien respetaba de manera reverencial fue a José Zamora”. Su gran aportación e innovación fue modernizar el figurinismo con los nuevos materiales que añadió al vestuario: el mimbre, el corcho, las estameñas de las telas de sacos y estambres y otros materiales de tapicería, algo muy nuevo para los años cuarenta, y desafió a la censura con guiños de vestuario; así, en uno de sus primeros encargos, La cena del Rey Baltasar, de Pedro Calderón de la Barca:
Vistió a los personajes como en una opereta vienesa o como si fueran del mundo del music hall. A través de esos guiños se reía de la censura, que se preocupaba más por el texto o determinados aspectos de la dirección. En la Orestíada o Electra vestía a los personajes con trajes que parecían de flamenca. Rocío Jurado se los habría puesto encantada.
Fue además un personaje de la noche madrileña, organizando fiestas privadas en su ático de la plaza de la Ópera y frecuentando en los cincuenta locales del tipo de Oliver, pub montado a medias por Adolfo Marsillach y el periodista Jorge Fiestas, al cual acudía habitualmente la gente del espectáculo y del glamour español y extranjero; también participó en la tertulia matinal del Buffet Italiano, elegante bar de moda frente al Teatro Reina Victoria y punto de encuentro de artistas, intelectuales y políticos de élite. “Tuvo que luchar contra una familia muy burguesa, pero era conocido en la noche más canalla, se salvó de la persecución franquista sin bajar la cabeza, algo insólito”, afirmó Peláez: “Cuando había redadas de homosexuales, él se subía el primero a la furgoneta policial porque decía que luego se quedaba sin sitio para sentarse”. Francisco Nieva afirmó de él que “El teatro fue su vida y no su estrategia para vivir”, y que:
Desengañado de todo, Víctor María Cortezo, fue por todo el teatro, por el teatro mismo, generosamente, gratuitamente. El teatro fue su vida y no su estrategia para vivir, y se rió de quienes solo veían en él a un figurinista; no se sabía, ni quería saberse, que muchas noches de teatro le debían todo su prestigio visual, porque habían sido imaginadas por él en su totalidad
Tras la muerte de su madre a finales de agosto de 1973, Vitín entró en una fase de “negra neurastenia”, según escribió él mismo en una carta dirigida a Gil-Albert en 1977. Marchó a Málaga para instalarse una larga temporada en su apartamento de Benalmádena con su perro Antinoo, aunque antes residió sucesivamente en la casa de su hermano José María y en la del poeta Rafael Pérez Estrada. En 1977 realizó su último trabajo para La detonación, de Antonio Buero Vallejo. Falleció en circunstancia poco claras el 2 de marzo de 1978 en un piso de Madrid; el cadáver fue descubierto dos días después. Una decena de periódicos (entre ellos El País, ABC, El Alcázar y la Hoja del Lunes malagueña) publicaron notas necrológicas y amplios artículos durante varios días, con firmas como Luis Escobar, Juan Gil-Albert, Sebastián Souviron, Manuel Díez-Crespo, Antonio de Obregón, Francisco Nieva o Emilio Sanz de Soto, donde se le calificó de “auténtico surrealista”, “mitad diablillo, mitad ángel azul”, “gran trabajador”, “primer figurinista teatral de aquellos tiempos”, “magnífico y gran conversador”, “continuo invento”, “bohemio impenitente”, “enfant terrible”, “maravilloso insurrecto”, “desenmascarador” de la vulgaridad... Su amigo el poeta Juan Gil-Albert le escribió una “antinecrológica” en la que recordaba el poema que le dedicó Luis Cernuda: “Gracias amigo, bien vaya / donde quiera que estés y te acompañe / Dios, si es que quiere”.